# غلوجة يدي بلاغ
غلوجة يدي بلاغ هي قرية في مقاطعة ميانة، إيران. في تعداد عام 2006، لوحظ وجودها، ولكن لم يتم الإبلاغ عن سكانها.